# Хаккой (тайп)
Хаккой (чечен. Хьаккой) — чеченский тайп, входящий в тукхум Шуотой. Тайп имеет свою гору Хаккой-Лам (Хьаккой-Лам).

## Расселение
Представители тайпа Хаккой проживают в более 20 населённых пунктах Чеченской Республики, в других регионах России, а также в Грузии и Турции. На территории Чеченской Республики Хаккой проживают (кроме одноименного села) в Шатое, Чири-Юрте, Старых Атагах, Хьамбин-Ирзи (Лермонтов-Юрт), Гойты, Алхан-Юрте и в Грозном. Большая часть рода проживает в Ачхой-Мартане
Одноимённое село тайпа — Хаккой, расположено на левом берегу реки Аргун. Ближайшие населённые пункты: на севере — Большие Варанды, на юго-востоке — Шатой, на юге — Вашендарой, на западе — Сюжи.

## История
Хаккой столетиями заселяют территорию называемую Хаккой-мохком в Аргунском ущелье и имеют все символы и признаки коренного чеченского тайпа — башенные комплексы, территорию, горную систему Хаккой-лам, которая охватывает пространство от села Шатой до села Дачу-Барзой, между реками Чанты-Аргун и Шаро-Аргун.
Хаккой, как и другие представители тукхума Шуотой, отличались своей высокой духовной культурой, благородством, гостеприимством, достоинством и верностью данному слову. Об их мужестве и стойкости написали в своих произведениях Халид Ошаев («Пламенные годы») и Шима Окуев (роман-трилогия «Юьхь», «ЦIий, латтий», «ТIаьхьара верас»).

## Расселение
В 19-м веку ввиду сложной политической обстановки многие Хаккой переселились в равнинные села Чеченской Республики, часть уехала мухаджирами в Турцию, некоторое количество поселилось на горе Хаккой-Лам, образовав хутора, а оставшиеся переселились на свои уделы за Аргуном в местечках Хаьндаха, Юкъера-Хаьндаха, Зик-мохк, Тевзана и по хребту Хаьлкин-дукъ. Из-за оползней обширной территории Зик-мохк, Хаьндаха, Юкъера-Хаьндаха, центральная часть вновь созданного селения была перенесена к вершине ЦIа-гуне, вследствие чего за новым поселением закрепилось название ЦIа-Гуной. Как и многим другим чеченским тайпам на протяжении нескольких веков на долю Хаккой выпало немало испытаний, в которых речь шла о выживании, что сравни было с геноцидом. Особенно сложными были два этапа.
1. Геноцид против коренного тайпа Хаккой 1857—1858
Согласно хронологии архивных данных, 17 января 1857 года войсками полковника Мищенко аул — Хьакко был завоеван, после длительных, кровопролитных боев. Все исторические памятники, включая могилы были уничтожены. 9 августа 1858 года генерал-лейтенантом Евдокимовым на месте аула — Хьакко заложена крепость Шатой, как царское укрепление против горцев, вследствие чего 9 августа 1858 г. является датой образования села Шатой.
2. Село Советское 1944—1958 и второй геноцид коренного тайпа Хьаккой. В 1944 на территорию депортированных чеченцев вновь заселены преимущественно русские поселенцы, в основном из центральной России. Село названо Советским, и вошло как райцентр в состав Советского района Грозненской области.

## Известные личности тайпа
- Эрисхан Алиев — чеченский генерал в русской армии, герой четырех войн, маршал артиллерии;
- Шоаип Алиев — один из организаторов в 1909 году съезда чеченского народа;
- Умалт Алсултанов — генерал, первый Министр внутренних дел Чечено-Ингушской Республики и Чеченской Республики
- Бета Ачхоевский — наиб имама Шамиля в период Кавказской войны.